# Велюонское староство
Велюонское староство (лит. Veliuonos seniūnija) — одно из 12 староств Юрбаркского района, Таурагского уезда Литвы. Административный центр — местечко Велюона.

## География
Расположено в Каршувской низменности, на западе Центральной Литвы, в восточной части Юрбаркского района.
Граничит с Раудонским староством на западе, Шимкайчяйским — на северо-западе, Юодайчяйским — на северо-востоке, Середжским — на востоке, Гиркальнским староством Расейняйского района — на севере, а также Плокщяйским и Крюкяйским староствами Шакяйского района — на юге.

## Население
Велюонское староство включает в себя местечко Велюона и 32 деревени.